# Börtönügyi Szemle
A Börtönügyi szemle  1990-től negyedévente megjelenő magyar szakmai folyóirat. Jogtudományi, büntetőjogi, büntetésvégrehajtási illetve igazságszolgáltatási témákkal foglalkozik.

## Kiadója
Kiadja a Büntetés-végrehajtás Országos Parancsnoksága Stratégiai, Elemzési és Tervezési Főosztály (1054 Budapest, Steindl Imre u. 8.), főszerkesztője Várkonyi Zsolt Kristóf.

## Története
Előzménye 1983 és 1989 között az Igazságügyi Minisztérium Büntetésvégrehajtás Országos Parancsnoksága által kiadott Módszertani füzetek című kiadvány volt.
A Börtönügyi szemlét 1990-ben indította el az Igazságügyi Minisztérium Büntetésvégrehajtás Országos Parancsnoksága. A kiadó neve azóta többször változott: Igazságügyi Minisztérium Büntetésvégrehajtás Országos Parancsnoksága Sajtóiroda (1992-1997); Büntetésvégrehajtás Országos Parancsnoksága (1998-1999); Büntetésvégrehajtás Országos Parancsnoksága Sajtó- és Kommunikációs Önálló Osztály (2000-?) 